# Faye-Ellen Silverman
Faye-Ellen Silverman (* 2. Oktober 1947 in New York City) ist eine US-amerikanische Komponistin, Musikpädagogin und Pianistin.

## Leben
Silverman besuchte ab dem vierten Lebensjahr an der Dalcroze School of Music. Dreizehnjährig war sie Gewinnerin der Parents League Competition mit dem Juror Leopold Stokowski. Sie setzte ihre Ausbildung am Barnard College, der Harvard University und der Columbia University fort. Zu ihren Lehrern zählten Otto Luening, William Sydeman, Leon Kirchner, Lukas Foss, Vladimir Ussachevski und Jack Beeson. Außerdem war sie Klavierschülerin von Irma Wolpe und Russell Sherman. Sie unterrichtete u. a. am Alvin Ailey American Dance Center, dem Peabody Institute der Johns Hopkins University, der City University of New York und der Columbia University und seit 1991 am Mannes College of Music.
Mit ihren Kompositionen vertrat Silverman die USA beim International Rostrum of Composers der UNESCO, gewann den Indiana State Composition Contest, den Musikpreis der National League of American Pen Women's, mehrere Preise der ASCAP und einen Preis des American Music Center. Weiterhin erhielt sie Stipendien des Virginia Center for the Creative Arts (2007), der Rockefeller Foundation (1987) und der Composers' Conference (1985). Kompositionsaufträge erhielt sie u. a. von Philip A. De Simone, Linda J. Warren, Larry Madison, Thomas Matta, der International Women's Brass Conference, des Monarch Brass Quintet, der Great Lakes Performing Artist Associates, des Con Spirito Woodwind Quintet, des Greater Lansing Symphony Orchestra, der  Fromm Music Foundation, der Chamber Music Society of Baltimore sowie mehrerer Bläserensemble im Rahmen des National Endowment for the Arts Consortium Commissioning Program. Außerdem komponierte sie Stücke für die Flötistin Nina Assimakopoulos, Sergio Puccini und das dänische Corona Guitar Quartet.
Als Pianistin trat Silverman beim International Festival of Experimental Music in Bourges, in der Library of Congress und als Solistin des Brooklyn Philharmonic Orchestra auf und spielte Aufnahmen bei Radio Köln ein. Sie ist Gründungsmitglied der International Women's Brass Conference und der Komponistenvereinigung Music Under Construction.

## Werke
- Three Movements für Alt- und Sopransaxophon, 1971
- Madness für Erzähler und Kammerorchester, 1972
- K. 1971 für zwei Erzähler, Tenor, Bass, Frauenchor, Flöte, Klarinette, Violine, Viola, Cello, Kontrabass und Tonband, 1972
- In Shadow für Sopran, Gitarre und Klarinette nach Texten von Emily Dickinson, 1972
- The Miracle of Nemirov, Oper nach eigenem Libretto, 1974
- Memories für Viola, 1974
- Conversations für Altflöte und Klarinette, 1975
- For Him für Flöte, Cello und Vibraphon, 1975
- Dialogue für Horn und Tuba, 1976
- Speaking Alone für Flöte, 1976
- String Quartet, 1976
- Windscape für Bläserquintett, 1977
- Shadings für Kammerensemble, 1978
- Settings für Klavier, 1978
- Echoes of Emily für Alt und Englischhorn nach Texten von Emily Dickinson, 1979
- Stirrings für Kammerorchester, 1979
- Three by Three für Perkussionstrio, 1979
- To Love? für Bassbariton und Klavier nach Texten von Coventry Patmore und Ralph Waldo Emerson, 1980
- Oboe-sthenics für Oboe solo, 1980
- 3 Guitars, 1980
- Yet For Him für Flöte, Cello und Klavier, 1980
- Winds and Sines für Orchester, 1981
- Kalends für Bläserquintett, 1981
- Speaking Together für Violine und Klavier, 1981
- Quantum Quintet für Bläserquintett, 1982
- No Strings für Kammerensemble, 1982
- Trysts für zwei Trompeten, 1982
- Layered Lament für Englischhorn und Tonband, 1983
- On Four für elektronisches Blasinstrument, Oboe oder Englischhorn und Klavier, 1983
- Volcanic Songs für Harfe, 1983
- Gliffs für Klavier, 1984
- Passing Fancies für Kammerensemble, 1985
- Bridges in Time für Kammerensemble, 1986
- Restless Winds für Bläserquintett, 1986
- Adhesions für Orchester, 1987
- Hollowed Refrains für Oboe, Violine und Klavier, 1987
- Candlelight für Klavier und Orchester, 1988
- Zigzags für Tuba, 1988
- A Free Pen, Kantate, Sopran, Alt, Tenor, Bass, Chor und Orchester, 1990
- Journey Towards Oblivion für Sopran, Tenor und Kammerensemble nach Texten von Christina Rosetti und D. H. Lawrence, 1991
- Pas de Deux für Marimba und Klavier, 1991
- First Position für Posaune und Marimba, 1992
- Xenium für Flöte und Klavier, 1992
- Unquiet Dreams für Klarinette, Violine und Klavier, 1992
- Azure Skies für Violine, Cello und Harfe, 1993
- Just For Fun für Kammerorchester, 1994
- Connections für Klarinette, Cello und Marimba, 1994
- Mariana für Mezzosopran, Klarinette und Klavier nach Texten von Alfred Lord Tennyson, 1995
- Paula's Song für Streichquartett, 1996
- Two/Three für Klavier, 1996
- Processional für Gitarre, 1996
- Love Songs für Sopran und Flöte nach Texten von Sara Teasdale, 1997
- At the Colour Café für Bläserchor, 1997
- Troubled Repose für Flöte, Viola und Kontrabass, 1998
- Obsessions für Cello und Klavier, 1999
- Trial Balance für Kontrabass, 1999
- Wilde's World für Tenor, Viola und Gitarre nach Oscar Wilde, 2000
- Dialogue Continued für Horn, Posaune und Tuba, 2000
- From Sorrow für Trompete, Horn und Bassposaune, 2001
- Triple Threat für drei Trompeten, 2001
- Double Threat für zwei Trompeten, 2002
- Alternating Currents für Bassposaune und Klavier, 2002
- Reconstructed Music für Violine, Cello und Klavier, 2002
- Taming the Furies für Flöte, 2003
- Of Wood and Skins für Perkussionsduo, 2003
- Translations für Violine und Cello, 2004
- Hymn of Compassionate Love für vier Solisten, gemischten Chor, Trompete, Pauken und Streicher, 2005
- Pregnant Pauses für Gitarrenquartett, 2005
- Left Behind für Horn und Mezzosopran nach Texten von Edna St. Vincent Millay, 2006
- Let's Play für Streichquartett, 2007
- Two Bagatelles für Klavier, 2007
- The Wings of Night für Mezzosopran, Bariton, gemischten Chor und Gitarre, 2008
- Memories and Alterations für Marimba, 2008
- Danish Delights für Sopran und Gitarre nach Texten von Sara Teasdale und Thomas Campion, 2009
- Edinboro Sonata für Tuba und Klavier, 2009
- Interval Untamed: Five Miniatures for alto saxophone, 2010
- Manhattan Fixation für Sopran und Mezzosopran oder Frauenchor und Cello
- Two bagatelles für Marimba

## Weblink
- Homepage von Faye-Ellen Silverman